# Linard-Malval
Linard-Malval ist eine französische Gemeinde mit 207 Einwohnern (Stand: 1. Januar 2022) im Département Creuse in der Region Nouvelle-Aquitaine. Sie gehört zum Arrondissement Guéret und zum Kanton Bonnat.
Sie entstand mit Wirkung vom 1. Januar 2019 als Commune nouvelle durch die Zusammenlegung der bis dahin selbstständigen Gemeinden Linard und Malval, die in der neuen Gemeinde den Status einer Commune déléguée besitzen. Der Verwaltungssitz befindet sich im Ort Linard.

## Gliederung
| Ortsteil                   | ehemaliger INSEE-Code | Fläche (km²) | Höhenlage (m) | Einwohnerzahl zum 1. Januar 2019 |
| -------------------------- | --------------------- | ------------ | ------------- | -------------------------------- |
| Linard (Verwaltungssitz)00 | 23109                 | 12,60        | 242–378       | 164                              |
| Malval                     | 23121                 | 04,03        | 248–376       | 047                              |

## Lage
Die Gemeinde befindet sich rund 20 Kilometer nördlich von Guéret und wird vom Fluss Petite Creuse durchquert.

## Sehenswürdigkeiten
- Die Burgruine von Malval, seit dem 8. September 2005 ein Monument historique
- Kirche Sainte-Valérie in Malval, seit dem 14. August 1912 ein Monument historique

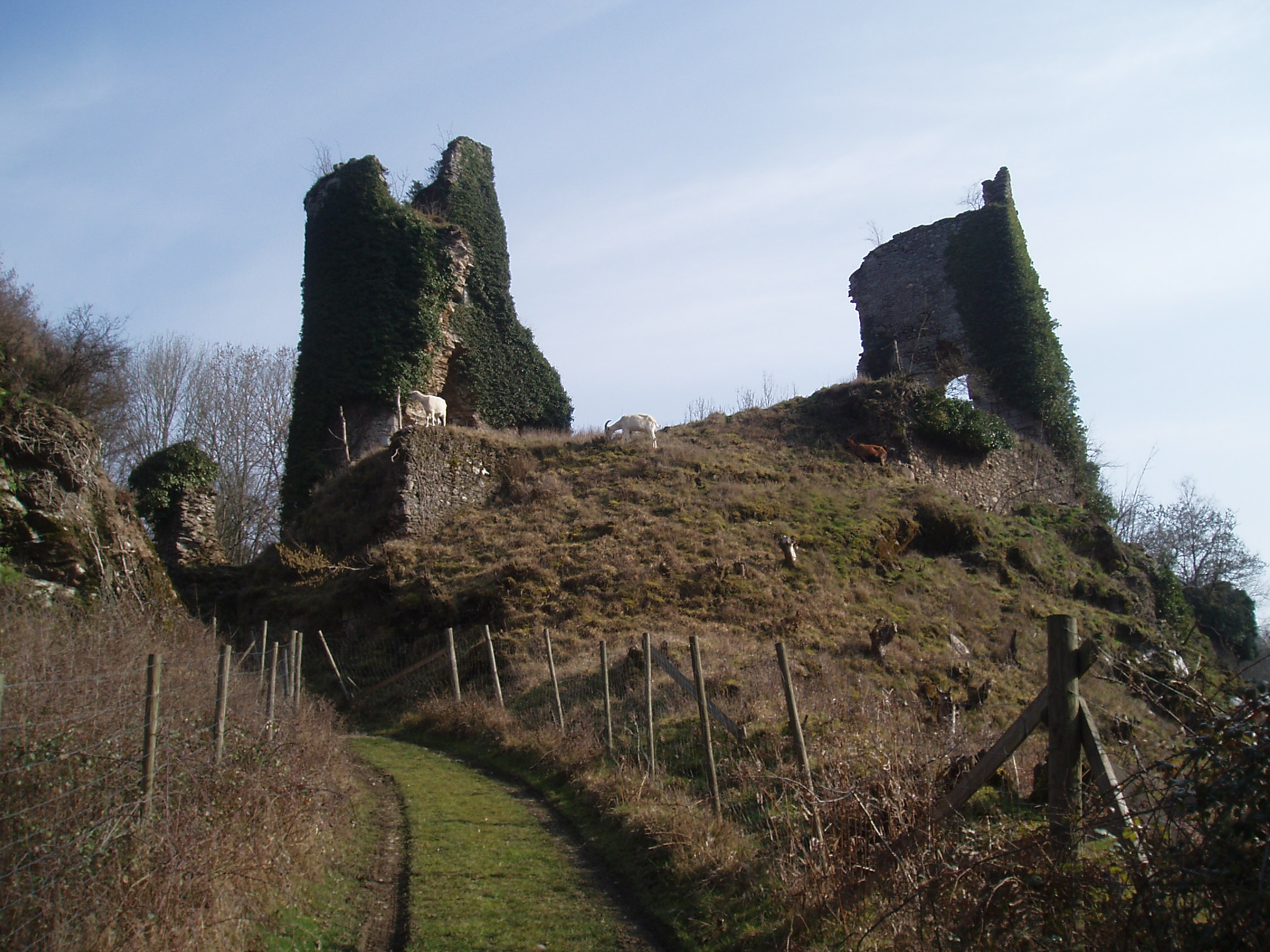
Burgruine
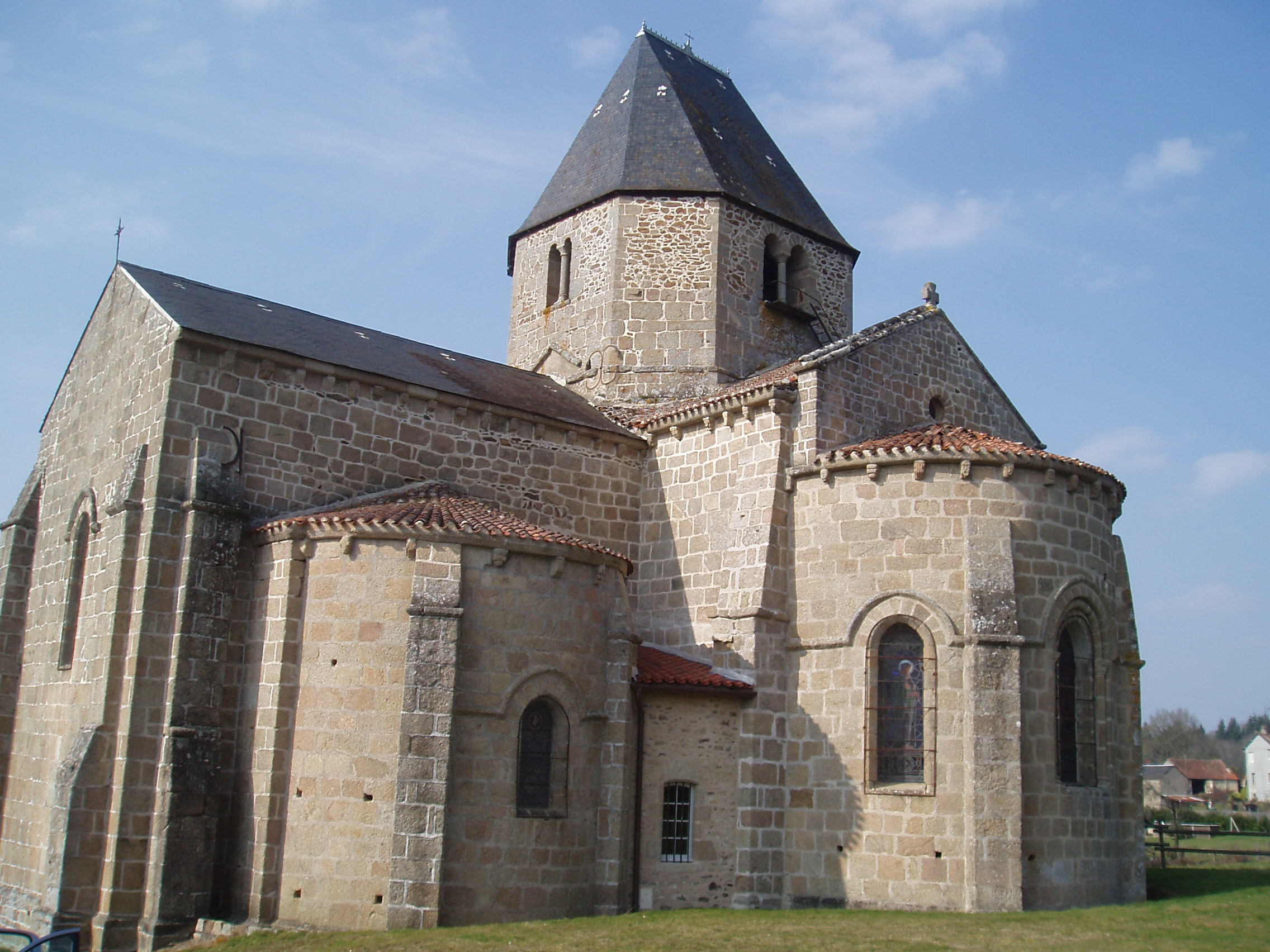
Kirche Sainte-Valérie